# Nguyễn Kiến Giang
Nguyễn Kiến Giang tên thật là Nguyễn Thanh Huyên, các bút hiệu khác: Lương Dân, Lê Diên, Lê Minh Tuệ; là nhà hoạt động chính trị, nhà báo, học giả, bị bỏ tù trong Vụ án Xét lại Chống Đảng ở Việt Nam. Ông đã từ trần hồi 9 giờ sáng ngày 2 tháng 12 năm 2013 tại Hà Nội.

## Tiểu sử
Nguyễn Kiến Giang sinh ngày 22 tháng 1 năm 1931 tại Quảng Bình. Ông tham gia Mặt trận Việt Minh rất sớm và năm 1945 đã là đảng viên Cộng sản (khi mới 14 tuổi). Năm 1947, Ông Giang, khi mới 16 tuổi, trở thành huyện ủy viên rồi tỉnh ủy viên tỉnh Quảng Bình. Năm 1956, Nguyễn Kiến Giang về công tác tại Hà Nội rồi làm Phó giám đốc nhà xuất bản Sự Thật.
Năm 1957 vợ chồng ông sinh con trai Nguyễn Quốc Tuấn sau là học giả, Viện trưởng Viện nghiên cứu Tôn giáo. 

### Dính líu pháp luật

#### Vụ án Xét lại Chống Đảng
Năm 1962, ông được cho đi học trường Đảng cao cấp tại Liên Xô. Tuy nhiến đến năm 1964, khi Trung ương Đảng ra Nghị quyết 9 chống chủ nghĩa Xét lại thì ông bị gọi về nước (cùng tất cả học viên khóa học). Sau đó từ năm 1964-1967 ông bị đưa đi "công tác thực tế" tại Quảng Bình và Thái Bình. Trong Vụ án Xét lại Chống Đảng, ông bị tống giam 6 năm mà không hề được xét xử và sau đó bị quản chế 3 năm.

#### Vụ tạp chí Khoa học và Tổ Quốc
Ngày 20 tháng 2 năm 1990, Liên hiệp các Hội khoa học và kỹ thuật Việt Nam tổ chức cuộc hội thảo về đa nguyên, đa đảng do ông Trần Xuân Bách, thường trực Ban bí thư trung ương Đảng Cộng sản Việt Nam chủ trì. Cuộc hội thảo có sự tham dự đông đảo của các nhà khoa học, chính trị tham gia. Tại cuộc hội thảo, Nguyễn Kiến Giang phát biểu bài diễn văn "Bàn về sự lãnh đạo của Đảng". Bài phát biểu được ghi lại tóm tắt và đăng trên tạp chí Khoa học và Tổ quốc số tháng 03/1990 với bút danh Lương Dân. Kết quả là công an đến thu hồi cả hai số báo 3/1990 và 4/1990, Phạm Quế Dương, Ủy viên thường trực và tổng biên tập của tờ Tạp chí phải đến công an thẩm vấn nhiều lần; tạp chí Khoa học và Tổ Quốc bị khởi tố 

#### Tiết lộ bí mật nhà nước
Năm 1996, Ông bị kết án 15 tháng tù treo về tội tiết lộ bí mật nhà nước, cùng với Lê Hồng Hà 2 năm tù giam, và Hà Sĩ Phu  1 năm tù giam.

## Tác phẩm

### Sách
- Về giai cấp tư sản Việt Nam (viết chung với Minh Tranh, nhà xuất bản Sự thật 1959)
- Phác qua tình hình ruộng đất và đời sống nông dân trước Cách mạng tháng Tám (1959)
- Việt Nam năm đầu tiên sau Cách mạng tháng Tám (1961)
- Tuyển tập Nguyễn Kiến Giang (1993)

Cùng viết với Nguyễn Khắc Viện do Nguyễn Khắc Viện đứng tên.
- Liên Xô 70 năm trên đường khai phá (1987)
- Cách mạng 1789 và chúng ta (1989)
- Từ điển xã hội học

### Bài báo
Thập niên 80, ông từng là cộng tác viên báo Lao động với bút danh Lương Dân.
- Đi tìm cách tiếp cận bản tính gốc người Việt
- Một cuộc chiến chống lại "phi lý tính"
- Nên đặt vấn đề Nho giáo như thế nào?
- Khủng hoảng và lối ra
- Thử dò tìm một cách tiếp cận mới đối với thế giới hiện đại
- Một quan niệm về hiện đại hóa ở Việt Nam
- Đời sống tâm linh và ý thức tôn giáo
- Từ Duy tân đến Đổi mới
- Nhìn nhận thực trạng văn hóa Việt Nam hiện nay
- Công bằng xã hội và kinh tế
- Nhìn lại quá trình du nhập chủ nghĩa Mác - Lênin vào Việt Nam

## Câu nói
| “                                                             | Trước đây tôi để chủ nghĩa Mác-Lênin lên đầu và coi là giá trị lớn nhất, giá trị cao nhất của tư tưởng loài người và tôi bị cái vòng kim cô của chủ nghĩa Mác Lênin xiết chặt đầu tôi lại. | ” |
| — Trong bài trả lời phỏng vấn của BBC ngày 1 tháng 2 năm 2004 | |   |

## Những nhận định nhân cái chết của ông
- Nhà văn Phạm Thị Hoài, Đức: Tiễn chú Kiến Giang[11]
- Phỏng vấn ông Lữ Phương của đài BBC: Nguyễn Kiến Giang 'tấm gương phản tỉnh'[12]
- Quang Thiều, Việt Nam: 'Tôi tự tháo vòng kim cô Mác -Lênin'[2]